# Conseil d'orientation des politiques de jeunesse
Pour les articles homonymes, voir COJ.
En France, le Conseil d’orientation des politiques de jeunesse (COJ) est une instance consultative, créée le 16 octobre 2016 et placée auprès du Premier ministre, qui « contribue à la coordination et à l’évaluation des politiques publiques relatives à la jeunesse de 16 à 30 ans, à l’éducation populaire et au dialogue entre les acteurs concernés par ces politiques ».
Il peut être consulté par le gouvernement sur les projets de textes législatifs ou réglementaires en matière de politique de jeunesse, d’éducation populaire ou d’insertion des jeunes. Le COJ peut également adresser au gouvernement, de sa propre initiative, des propositions relatives aux politiques de jeunesse.
Le 16 octobre 2024, Hugo Huet est nommé président du COJ,.

## Histoire

### Création
Dès le 5 décembre 2013, un rapport d’information du comité d’évaluation et de contrôle des politiques publiques de l’Assemblée nationale sur l’« évaluation des politiques publiques en faveur de la mobilité sociale des jeunes », rapporté par les députés Régis Juanico et Jean-Frédéric Poisson, suggère de « créer, un Conseil d’orientation des politiques de jeunesse associant des représentants de l’État, des partenaires sociaux, des collectivités territoriales, des associations et des mouvements de jeunes, en lien avec l’Institut national de la jeunesse et de l'éducation populaire » pour « mieux associer les principaux acteurs et parties prenantes, en particulier les jeunes ».
Le Conseil d’orientation des politiques de jeunesse est créé par le décret no  2016-1377 du 12 octobre 2016, et se substitue au Conseil national de l’éducation populaire et de la jeunesse (CNEPJ), au Conseil national de la jeunesse (CNJ) et au Conseil national des missions locales (CNML), dont les dispositions en vigueur sont abrogées le même jour,,,.
L’installation du Conseil d’orientation des politiques de jeunesse est annoncée à l’issue du Conseil des ministres du 25 janvier 2017, en conclusion des travaux du comité interministériel de la jeunesse. Le 26 janvier suivant, le Premier ministre Bernard Cazeneuve installe le COJ, en présence du ministre de la Ville, de la Jeunesse et des Sports Patrick Kanner. Lors d’une séance de question au gouvernement à l’Assemblée nationale la semaine suivante, le 1er février 2017, Patrick Kanner qualifie le COJ de « Parlement de la jeunesse ».

### Renouvellement
En vertu de l’article R*133-2 du code des relations entre le public et l’administration, lorsque l’existence d’une commission consultative n’est pas prévue par une disposition législative, à l’instar du COJ, celle-ci ne peut être créée et renouvelée par décret que pour une durée maximale de cinq années. En principe, le COJ, créé en 2016, devait expirer en 2021 mais le décret no  2021-1301 du 7 octobre 2021 a renouvelé son existence pour cinq années supplémentaires, jusqu’en 2026.
Pourtant, à l’origine, en 2016, la transformation législative du Conseil national de la jeunesse en « Conseil d’orientation des politiques publiques de la jeunesse » était prévue à l’article 16 octies lors de l’examen du projet de loi relatif à l’égalité et la citoyenneté. Or, dans la mesure où le Conseil constitutionnel a jugé que les dispositions peuvent relever du pouvoir réglementaire et non de la loi, le gouvernement a décidé de publier le décret de création du COJ avant même le vote du projet de loi. L’Assemblée nationale a ensuite adopté, sur la proposition du gouvernement, un amendement supprimant l’article 16 octies.
Le 3 avril 2024, dans le cadre d’un rapport d’information sur l’évaluation des politiques publiques en faveur de la mobilité sociale des jeunes, les députées Louise Morel et Cécile Untermaier soulignent que le COJ est un « organe consultatif sans poids effectif sur les acteurs décisionnaires » qui « souffre, en outre, d’une certaine fragilité, dans la mesure où il a été créé par décret, renouvelé pour une période unique de cinq ans ». Soulignant la « qualité de ses travaux » ainsi que « son rôle clef », les deux parlementaires proposent de « conférer un statut législatif au Conseil d’orientation des politiques de jeunesse » afin de pérenniser son existence.

## Organisation

### Composition
Le Conseil d’orientation des politiques de jeunesse comprend 108 membres titulaires, outre son président. Les membres sont issus de huit collèges : État, collectivités territoriales, jeunes et organisations de jeunesse (dont les membres doivent être âgés de moins de trente ans au moment de leur nomination), associations et mouvements de jeunesse et d’éducation populaire, insertion des jeunes, partenaires sociaux, membres associés et personnalités qualifiées.
Parmi les 108 membres, 41 sont des membres de droit qui y siègent en vertu de leurs fonctions. Les autres membres sont désignés nommément par arrêtés du ministre chargé de la jeunesse, pour une durée de trois ans renouvelable une fois,,.
Le président du COJ est nommé par décret, sur proposition du ministre chargé de la jeunesse, pour une durée de trois ans renouvelable une fois. Il est assisté de deux vice-présidents qui sont le président de la commission de l'éducation populaire et le président de la commission de l'insertion des jeunes.

### Formations
Le Conseil d’orientation des politiques de jeunesse se réunit en formation plénière au moins deux fois par an.
Outre la formation plénière, les membres sont répartis entre deux commissions : 65 d’entre eux sont membres de la commission de l’insertion des jeunes et 44 d’entre eux sont membres de la commission de l’éducation populaire. Parmi ces derniers, 12 sont membres de la formation spécialisée « agrément des associations au titre des activités de jeunesse et d'éducation populaire » et 6 membres de la formation spécialisée « habilitation des organismes de formation préparant aux brevets d’animateur et de directeur en accueils collectifs de mineurs (BAFA-BAFD) ».
Chacune des deux commissions est présidée par un président, également vice-président ès qualités du Conseil d’orientation des politiques de jeunesse. Chaque commission élit également un vice-président. Les formations spécialisées « agrément » et « habilitation » de la commission de l’éducation populaire sont, par exception, chacune présidées directement par le directeur de la jeunesse, de l’éducation populaire et de la vie associative.
Des groupes de travail ou des inter-commissions thématiques peuvent être créés de manière temporaire. Ont ainsi notamment été créées des formations thématiques sur l’égalité femmes hommes, l’engagement, la ruralité, le service national universel, la transition environnementale et le logement des jeunes.

### Secrétariat général
Le secrétariat du Conseil d’orientation des politiques de jeunesse est assurée par un secrétariat général, fonctionnellement rattaché à la direction de la jeunesse, de l’éducation populaire et de la vie associative des ministères chargés des sports, de la jeunesse, de la vie associative et de l’éducation.
L’Institut national de la jeunesse et de l'éducation populaire éclaire le COJ sur toute question.

## Travaux
Le 23 septembre 2021, une mission d’information du Sénat sur la politique en faveur de l’égalité des chances et de l’émancipation de la jeunesse regrette que les « travaux [du Conseil d’orientation des politiques de jeunesse] ne suscitent pas davantage de retours de la part des instances gouvernementales ».